# Scholz-kormány
A Scholz-kormány az Olaf Scholz kancellár vezette német szövetségi kabinet. A 2021-es németországi szövetségi választás után megalakult hárompárti koalíciós kormányt a szociáldemokrata Németország Szociáldemokrata Pártja (SPD), a zöldpolitikai Zöldek/Európai Szabad Szövetség és az liberális Német Szabaddemokrata Párt (FDP) alkotta.

## Összetétele
| Logo | Hivatal                                                                     | Kép | Név                     | Párt                    | Hivatalba lépett  | Távozott                         |
| ---- | --------------------------------------------------------------------------- | --- | ----------------------- | ----------------------- | ----------------- | -------------------------------- |
| 1    | Kancellár                                                                   |     | Olaf Scholz             | SPD                     | 2021. december 8. | 2025. május 6.                   |
| 2    | Kancellárhelyettes                                                          |     | Robert Habeck           | Zöldek                  | 2021. december 8. | 2025. május 6.                   |
| 2    | Szövetségi gazdasági és klimavedelemi miniszter                             |     | Robert Habeck           | Zöldek                  | 2021. december 8. | 2025. május 6.                   |
| 3    | Szövetségi pénzügyminiszter                                                 |     | Christian Lindner       | FDP                     | 2021. december 8. | 2024. november 7. (menesztették) |
| 3    | Szövetségi pénzügyminiszter                                                 |     | Jörg Kukies             | SPD                     | 2024. november 7. | 2025. május 6.                   |
| 4    | Szövetségi belügyminiszter                                                  |     | Nancy Faeser            | SPD                     | 2021. december 8. | 2025. május 6.                   |
| 5    | Szövetségi külügyminiszter                                                  |     | Annalena Baerbock       | Zöldek                  | 2021. december 8. | 2025. május 6.                   |
| 6    | Szövetségi igazságügyminiszter                                              |     | Marco Buschmann         | FDP                     | 2021. december 8. | 2024. november 7. (lemondott)    |
| 6    | Szövetségi igazságügyminiszter                                              |     | Volker Wissing          | Független, korábban FDP | 2024. november 7. | 2025. május 6.                   |
| 7    | Szövetségi munka- és szociális ügyi miniszter                               |     | Hubertus Heil           | SPD                     | 2018. március 14. | 2025. május 6.                   |
| 8    | Szövetségi honvédelmi miniszter                                             |     | Christine Lambrecht     | SPD                     | 2021. december 8. | 2023. január 19. (lemondott)     |
| 8    | Szövetségi honvédelmi miniszter                                             |     | Boris Pistorius         | SPD                     | 2023. január 19.  | 2025. május 6.                   |
| 9    | Szövetségi élelemügyi és földművelési miniszter                             |     | Cem Özdemir             | Zöldek                  | 2021. december 8. | 2025. május 6.                   |
| 10   | Szövetségi család-, idős-, nőügyi és ifjúsági miniszter                     |     | Anne Spiegel            | Zöldek                  | 2021. december 8. | 2022. április 14. (lemondott)    |
| 10   | Szövetségi család-, idős-, nőügyi és ifjúsági miniszter                     |     | Lisa Paus               | Zöldek                  | 2022. április 14. | 2025. május 6.                   |
| 11   | Szövetségi egészségügyi miniszter                                           |     | Karl Lauterbach         | SPD                     | 2021. december 8. | 2025. május 6.                   |
| 12   | Szövetségi közlekedésügyek és a digitális infrastruktúra minisztere         |     | Volker Wissing          | FDP, 2024 óta független | 2021. december 8. | 2025. május 6.                   |
| 13   | Szövetségi környezetvédelmi, természetmegőrzési és atombiztonsági miniszter |     | Steffi Lemke            | Zöldek                  | 2021. december 8. | 2025. május 6.                   |
| 14   | Szövetségi oktatási és kutatási miniszter                                   |     | Bettina Stark-Watzinger | FDP                     | 2021. december 8. | 2024. november 7. (lemondott)    |
| 14   | Szövetségi oktatási és kutatási miniszter                                   |     | Cem Özdemir             | Zöldek                  | 2024. november 7. | 2025. május 6.                   |
| 15   | Szövetségi gazdasági együttműködési és fejlesztési miniszter                |     | Svenja Schulze          | SPD                     | 2021. december 8. | 2025. május 6.                   |
| 16   | Építésügyi minisztér                                                        |     | Klara Geywitz           | SPD                     | 2021. december 8. | 2025. május 6.                   |
| 17   | Szövetségi különleges ügyek minisztere & Kancelláriavezető                  |     | Wolfgang Schmidt        | SPD                     | 2021. december 8. | 2025. május 6.                   |

## A koalíció felbomlása
2024. november 6-án, az amerikai elnökválasztás után Scholz kancellár menesztette Christian Lindner pénzügyminisztert, aki egyben a liberális FDP elnöke is, arra hivatkozva, hogy nem tudtak megállapodni a követendő gazdaság- és költségvetési politika több elemében. Az FDP ezután kilépett a kormányból. Volker Wissing szabaddemokrata közlekedési miniszter Lindner beszéde után bejelentette: kilép az FDP-ből azért, hogy Scholz kormányában maradhasson. 
Scholz azt tervezte, hogy egy ideig kisebbségben kormányoz, majd 2025 januárjában bizalmi szavazást kér maga ellen  a Bundestagban. Tárgyalásokat kezdett a legnagyobb ellenzéki pártszövetség, a jobboldali CDU/CSU vezetőivel. Ennek eredményeként 2025. február 23-ában állapodtak meg az előrehozott választás időpontjaként, melyet a Zöldek és az FDP is elfogadott.

## Fordítás
Ez a szócikk részben vagy egészben  a   Kabinett Schloz című német Wikipédia-szócikk ezen változatának fordításán alapul.  Az eredeti cikk szerkesztőit annak laptörténete sorolja fel. Ez a jelzés csupán a megfogalmazás eredetét és a szerzői jogokat jelzi, nem szolgál a cikkben szereplő információk forrásmegjelöléseként.

## Külső hivatkozások
- Kipróbálták, milyen, amikor egyszerre kormányozzák Németországot jobbra és balra. Csúnya vége lett – Telex.hu, 2024. november 7.